# ムフタル・アウェーゾフ

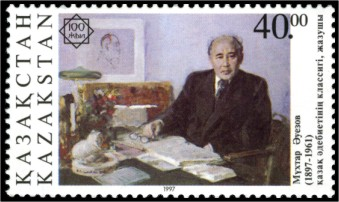
カザフスタンが作成したアウェーゾフのスタンプ

ムフタル・アウェーゾフ（英語: Mukhtar Omarkhanuli Auezov、カザフ語: Мұхтар Омарханұлы Әуезов、日本語ではアウエーゾフとも、1897年9月28日 - 1961年6月27日）は、カザフ・ソビエト社会主義共和国（現:カザフスタン）の作家。
キルギスの民間伝承の研究論文、ウィリアム・シェイクスピア、ニコライ・ゴーゴリの作品をカザフ語訳した人物であり、コルホーズ（ソ連の集団農場）を取り扱った小説、戯曲を著した。代表作は叙事詩を思わせるかのような長編小説、『アバイ』である。
1959年、レーニン文学賞を受賞した。30か国語に翻訳をされている。